# Birinşi Lïga 1999
La Birinşi Lïga 1999 è stata la 7ª edizione della seconda serie del campionato kazako di calcio.

## Stagione

### Novità
Nella precedente stagione, sono salite in massima serie Tomırıs, Qairat ed Esil Petropavl. Dalla Qazaqstan Top Division 1998 sono retrocesse Nasha Kompanııa, Bolat e Naryn. Il Bolat si è sciolto prima dell'inizio del campionato. 
Il Jetisý Promservıs è stato ripescato in Qazaqstan Top Division.
Il Naryn ha cambiato denominazione in Batys. Il Munaıshy ha cambiato denominazione in Aktaý.
Le seguenti nuove società hanno preso parte al campionato: Dïnamo Şımkent, Keden Şımkent, Ïspat, Kókshe e RGŞO.

### Formula
Il campionato è suddiviso in due fasi: nella prima fase, composta da quattro da due gironi da quattro squadre, le prime due classificate accedono al girone finale. Le prime due classificate del girone finale, sono promosse in Qazaqstan Top Division.

## Prima fase

### Girone A
|  | Pos. | Squadra         | Pt | G | V | N | P | GF | GS | DR |
|  | ---- | --------------- | -- | - | - | - | - | -- | -- | -- |
|  | 1.   | Keden Şımkent   | 5  | 3 | 1 | 2 | 0 | 4  | 3  | +1 |
|  | 2.   | Batys           | 5  | 3 | 1 | 2 | 0 | 3  | 1  | +2 |
|  | 3.   | Ispat           | 4  | 3 | 1 | 1 | 1 | 3  | 3  | 0  |
|  | 4.   | Nasha Kompanııa | 1  | 3 | 0 | 1 | 2 | 2  | 4  | -2 |

Legenda:
      Ammessa al girone finale
Note:
Tre punti a vittoria, uno a pareggio, zero a sconfitta.

### Girone B
|  | Pos. | Squadra         | Pt | G | V | N | P | GF | GS | DR |
|  | ---- | --------------- | -- | - | - | - | - | -- | -- | -- |
|  | 1.   | Kókshe          | 7  | 3 | 2 | 1 | 0 | 5  | 1  | +4 |
|  | 2.   | Dinamo Š'ìmkent | 7  | 3 | 2 | 1 | 0 | 6  | 3  | +3 |
|  | 3.   | RGShO           | 3  | 3 | 1 | 0 | 2 | 4  | 4  | 0  |
|  | 4.   | Aktaý           | 0  | 3 | 0 | 0 | 3 | 2  | 9  | -7 |

Legenda:
      Ammessa al girone finale
Note:
Tre punti a vittoria, uno a pareggio, zero a sconfitta.

## Fase finale
|  | Pos. | Squadra         | Pt | G | V | N | P | GF | GS | DR |
|  | ---- | --------------- | -- | - | - | - | - | -- | -- | -- |
|  | 1.   | Dinamo Š'ìmkent | 5  | 3 | 1 | 2 | 0 | 2  | 1  | +1 |
|  | 2.   | Keden Şımkent   | 5  | 3 | 1 | 2 | 0 | 1  | 0  | +1 |
|  | 3.   | Kókshe          | 4  | 3 | 1 | 1 | 1 | 3  | 3  | 0  |
|  | 4.   | Batys           | 1  | 3 | 0 | 1 | 2 | 1  | 3  | -2 |

Legenda:
      Promossa in Qazaqstan Top Division 2000
Note:
Tre punti a vittoria, uno a pareggio, zero a sconfitta.

## Spareggio primo posto
| Squadra 1      | Risultato | Squadra 2     |
| -------------- | --------- | ------------- |
| Dïnamo Şımkent | 2 – 1     | Keden Şımkent |